# Georgetown (South Carolina)
Georgetown ist eine Stadt in South Carolina in den Vereinigten Staaten und der County Seat von Georgetown County. Die geschichtsträchtige drittälteste Stadt South Carolinas liegt an der Winyah Bay am Ende des bekannten Feriengebietes Grand Strand am Atlantik und verfügt über den zweitgrößten Seehafen des Bundesstaates. Das U.S. Census Bureau hat bei der Volkszählung 2020 eine Einwohnerzahl von 8.403 ermittelt.

## Demografie
Bei der letzten Volkszählung im Jahr 2015, die von der Statistikbehörde United States Census Bureau erhoben wurde, hatte die Stadt 9062 Einwohner auf einer Landfläche von 16,9 km². Das Durchschnittsalter betrug 34,9 Jahre (nationaler Durchschnitt der USA: 35,3 Jahre). Das Pro-Kopf-Einkommen (englisch per capita income) lag bei 14.568 US-Dollar (nationaler Durchschnitt der USA: 21.587 US-Dollar). 24,1 % der Einwohner lagen mit ihrem Einkommen unter der Armutsgrenze (nationaler Durchschnitt der USA: 12,4 %). Etwa 13 % der Einwohner sind deutschstämmig.

## Söhne und Töchter der Stadt
- Charles James Munnerlyn (1822–1898), konföderierter Offizier und Politiker
- Joseph Hayne Rainey (1832–1887), Politiker
- Melissa Jefferson-Wooden (* 2001), Sprinterin